# Cerro Frío
Cerro Frío es un bosque nuboso de la Cordillera Central enclavado en la comunidad cafetalera de La Peonía, Los Almácigos, Santiago Rodríguez en la República Dominicana.

## Clima
Cerro Frío disfruta de una temperatura templada y agradable a comparación del caluroso clima tropical que caracteriza a las zonas bajas de la provincia. Al estar enclavado en la Cordillera Central y porque está cubierto por una exuberante masa boscosa, las temperaturas son en el verano muy agradables.Por cada 100 metros disminuye un grado.La temperatura oscila entre los 15 °C y los 18 °C, aunque en la cima suele bajar mucho menos en el invierno. La pluviometría se mantiene por encima de los 3.000 milímetros de lluvia anual y estas suelen ocurrir generalmente en forma de grandes aguaceros que pueden durar varias horas.

## Flora
La vegetación que caracteriza este bello santuario es rica y exuberante.La vegetación típica está dominada por bosques de hojas anchas, imponiéndose en el piso superior una exclusiva variedad de helechos arborescentes y la elegante palma de manacla (Prestoea montana).
En el bosque nublado la manacla ocupa dos vertientes. Son zonas muy húmedas compuestas de enredaderas y especies expuestas al viento y las condiciones de humedad que reina en el lugar. El aire que se respira aquí es puro y totalmente transparente libre de contaminación humana y animal.

## Fauna
Cerro Frío atesora una gran variedad de aves silvestres. Entre las aves destacan el papagallo, la perdiz, el perico, el pájaro carpintero, el carrao, el chicuí, la perdiz azulona, el cuatro ojos y la cigua amarilla.Entre los mamíferos destaca la hutía y el solenodonte.También abundan varias especies de culebras y el saltacogote.

## Ríos
Este monte constituye una gran reserva de agua. Numerosos ríos, manantiales, y arroyos tienen su nacimiento en este fresco lugar. Los ríos a su paso van formando charcas de aguas cristalinas, bordeadas por el entorno del bosque muy húmedo montano bajo. Bromelias, manaclares y enredaderas naturales acrecientan la belleza y el precioso paisaje que caracteriza el lugar.
Uno de los ríos más bellos de la zona y el país es el Río El Pez, el cual forma múltiples espejos de agua color esmeralda, bajo la sombra rodeadas por un entorno paradisíaco.
- Datos: Q5762996